# Права детей в Азербайджане
Права детей являются частью прав человека, направленной на защиту ребенка в Азербайджане, как человека в своём собственном праве. Конвенция о правах ребёнка (КПР) 1989 год года определяет ребёнка как “любого человека в возрасте от рождения до 18 лет, если согласно применимым законам совершеннолетие не наступает ранее”. Права детей включают в себя их право на воссоединение с обоими родителями, человеческую идентичность, а также основные потребности в физической защите, питание, всеобщее государственное образование, здравоохранение и уголовные законы, соответствующие возрасту и развитию ребёнка, равную защиту гражданских прав ребёнка и свободу от дискриминации по признаку расы, пола, сексуальной ориентации, национального происхождения, религии, инвалидности, цвета кожи, этнической принадлежности или других характеристик.

## Законодательство
Вопросы, касающиеся социальной и правовой защиты прав детей в стране, регулируются Конституцией Азербайджана и рядом нормативно-правовых актов. Основным нормативным документом в этой области является Закон Азербайджана «О правах ребёнка», принятый 19 мая 1998 года.
На март 2024 года в Азербайджане принято 35 законов, касающихся детей. Внесены дополнения и изменения о правах детей в более, чем 100 законов.
Ответственным за выполнение политики в области прав ребёнка в стране является Государственный Комитет по делам семьи, женщин и детей. Комитет был учреждён 6 февраля 2006 года. Комитет проводит регулярный мониторинг в контролируемых государством учреждениях, рассматривает заявления граждан, организует кампании, тренинги и мероприятия для экспертов и детей.
Кроме того, ряд организаций исполняют важные проекты в этой сфере. 
Права детей согласно Семейного кодекса Азербайджанской Республики:
Право ребёнка жить и воспитываться в семье
Согласно ст. 49 Семейного кодекса Азербайджана лица, не достигшие 18-летнего возраста, которые не приобрели полную дееспособность, считаются детьми.
У каждого ребёнка есть право жить и воспитываться в семье, знать своих родителей, и пользоваться их заботой, жить вместе, кроме тех случаев, которые противоречат интересам ребенка.
В случае отсутствия родителей, лишении их родительских прав или в других обстоятельствах, когда ребёнок лишился попечения со стороны родителей, ребёнку соответствующим органом исполнительной власти предоставляется воспитание в семье в порядке, установленном Главой 18 Семейного Кодекса.
Право ребёнка общаться со своими родителями и другими родственниками
Согласно ст. 50 Семейного кодекса Азербайджана, у ребёнка есть право общения со своими родителями, дедушками, бабушками, братьями, сёстрами и остальными родственниками.
Развод родителей или признание брака недействительным, отдельное проживание родителей не влияют на это право ребёнка.
При раздельном жительстве родителей ребёнка, он имеет право общаться с каждым из своих родителей.
В случае экстремальных обстоятельств, в том числе при задержании, аресте, помещении в лечебное учреждение и т.д. у ребёнка есть право общаться со своими родителями и родственниками в установленном законом порядке.
Право ребёнка на защиту
Согласно ст. 51 Семейного кодекса Азербайджана ребёнок имеет право на защиту своих прав и правомерных интересов.
Защита прав и правомерных интересов ребёнка осуществляется родителями (заменяющими их лицами), а в случаях, установленных Кодексом, — соответствующим органом исполнительной власти и судом.
В соответствии с законом лица, признанные полностью дееспособными до достижения возраста совершеннолетия, могут независимо осуществлять свои права и обязанности, в том числе право на судебную защиту.
При нарушении прав и правомерных интересов ребёнка, включая невыполнение родителями (одним из них) своих обязательств по образованию, воспитанию ребёнка или злоупотребление родительскими правами у ребёнка для защиты своих интересов есть полное право обратиться в соответствующий орган исполнительной власти, а при достижении 14 лет — в судебный орган.
Должностные лица, а также другие граждане, получившие сведения о том, что жизнь и здоровье ребёнка находятся в опасности, о нарушении его прав и правомерных интересов, в обязательном порядке обязаны сообщить об этом в соответствующий орган исполнительной власти по месту текущего пребывания ребёнка. Получив данные сведения, соответствующий орган исполнительной власти должен принять все необходимые меры для защиты прав и правомерных интересов ребёнка.

## Международное участие
После восстановления независимости Азербайджан присоединился к Конвенции ООН "О защите прав детей" от 21 июля 1992 года (закон №236).
А также, президент Азербайджанской Республики 6-8 сентября 2000 года на Саммите тысячелетия ООН в Нью-Йорке подписал Факультативные протоколы - «вопрос об участии детей в вооружённых конфликтах» и «торговли детьми, детской проституции и детской порнографии» Конвенции ООН о защите прав детей.
В 1993 году Азербайджан присоединился к Всеобщей декларации от 30 сентября 1990 года «Об охране, сохранении и развитии детей». Азербайджан также принял Конвенцию о Согласии на вступление в брак, о минимальном брачном возрасте и о регистрации браков в 1996 году. В 2004 году Азербайджан присоединился к Конвенции Международной организации труда о ликвидации наихудших форм детского труда № 182 и её Рекомендации 190, а также к Гаагской конвенции о международном усыновлении. А также, Азербайджан присоединился к Конвенции о ликвидации дискриминации в сфере образования в 2006 году.
Правительство предоставляет в Комитет ООН по правам ребёнка (УВКБ) периодические отчёты по исполнению Конвенции, и двух факультативных протоколов к ней. Кроме того, Азербайджан является участником Всеобщей декларации «Выживание, защита и развитие детей».
11 ноября 2024 года Азербайджан присоединился к декларации ЮНИСЕФ о детях, молодёжи и климатических действиях.

## Сотрудничество с ЮНИСЕФ
C 1993 года ЮНИСЕФ присутствует в Азербайджане. Основной целью организации является формирование защитной среды для всех детей без какой-либо дискриминации. Защита детей от насилия, эксплуатации, жестокого обращения и дискриминации является глобальным приоритетом для ЮНИСЕФ.
Организация оказала гуманитарную помощь Азербайджану в размере 9,5 млн. долларов США в 1994-1996 годах, 2,2 млн. долларов США в 1997 году и 2 млн. долларов США в год в 1999 году. ЮНИСЕФ осуществляет в Азербайджане крупномасштабные проекты. Общий бюджет осуществлённых ЮНИСЕФ в 2005-2009 годах в Азербайджане программ составил 9.725.000 долларов. Первые программы ЮНИСЕФ были разработаны не только для решения приоритетов национального развития, но и для решения неотложных гуманитарных потребностей. Первая программа ЮНИСЕФ на 1995-1999 годы была сосредоточена на таких неотложных потребностях, как иммунизация, здравоохранение, реабилитация, питание, образование и защита детей.
ЮНИСЕФ также сотрудничает с партнёрами и гуманитарными учреждениями ООН в целях оперативного реагирования на вопросы прав детей. В этой связи, в 2005 году ЮНИСЕФ приступил к осуществлению проекта в отношении детей, находящихся в конфликте с законом. Цели проекта включают повышение информированности полицейских, судей и персонала по вопросам прав детей, и создание надлежащей системы оказания помощи детям, находящимся в контакте с правоохранительными органами и органами правосудия.
Организация приняла следующие меры:
Меры по интеграции детей с инвалидностью: ЮНИСЕФ стремится изменить отношение к детям с ограниченными возможностями в Азербайджане путём реформирования домашнего образования и анализа и сбора данных. 
Меры для поддержки уличных детей: ЮНИСЕФ нацелен на улучшение социальных услуг для детей на уровне общин, работающих на улицах, работая с органами защиты детей и НПО. 
Меры просвещения по вопросам минной опасности: для того, чтобы просвещать детей о возможных взрывах мин/неразорвавшихся боеприпасов, ЮНИСЕФ работает с местными партнёрами, с целью добавления образования по вопросам минной опасности в школьную учебную программу в прифронтовых районах. 
Ранее деятельность ЮНИСЕФ помогала нескольким тысячам детей путём прямой помощи, сегодня организация стремится к системным изменениям и прикосновению к жизни всех детей Азербайджана. Государственная программа ЮНИСЕФ на 2016 - 2020 годы будет поддерживать Азербайджан в его усилиях по ускорению реализации прав детей, закреплённых в Конвенции о правах ребёнка, а также стремиться внести вклад в процессы, связанные с правами детей и подростков, предусмотренными в стратегии «Азербайджан 2020» : Взгляд в будущее "Концепция развития, а также другие секторальные принципы и стратегии".

## Социальная защита
В 2022 году Министерством труда и социальной защиты населения планируются к созданию центр социальной реабилитации детей с ограниченными возможностями здоровья, Центр профилактической работы с семьями, оставившими детей без надзора, Центр реинтеграции для предупреждения попадания детей в детские учреждения.
22 июня 2010 года был принят закон о предотвращении бытового насилия.

## Статистика
На декабрь 2021 года в Азербайджане насчитывалось 160 000 детей, в чью пользу взыскиваются алименты.

### 2024
В 2024 году усыновлено 165 детей. 216 детей возвращены в семьи из детских социальных учреждений.
В детские социальные учреждения помещён 271 ребенок. 38 человек покинули учреждения в связи с достижением 18-летнего возраста. 182 ребенка были переданы на воспитание в семьи.

## UAFA - Объединённая помощь Азербайджану
В 1998 году была создана Объединённая помощь для Азербайджана, направленная на «содействие долгосрочному развитию жизни в Азербайджане с уделением особого внимания детям, здравоохранению и образованию». Хотя организация зарегистрирована в Великобритании, но работает UAFA исключительно в Азербайджане. За 17 лет UAFA получила широкую известность как внутри Азербайджана, так и в международном секторе социальной политики.
Экспериментальные проекты были введены UAFA в сотрудничестве с государственными органами для поддержки детей-инвалидов и их семей, дошкольного обслуживания детей из малообеспеченных семей и создания небольших групп социальных работников в регионах, где инвалидность, бедность и местонахождение угрожают стабильности семьи.